# FC Krasnodar-2000
El Club de fútbol Krasnodar-2000 fue un club de fútbol ruso de la ciudad de Krasnodar. Existió en 2000-2011 y jugó en la Segunda División de Rusia (zona Sur) en 2001-2010.